# Bahnhof Berlin-Spandau
Bahnhof Berlin-Spandau, tidigare Spandau West, är en järnvägsstation längs Järnvägen Berlin–Hamburg i Spandau i västra Berlin.  Den ligger i närheten av Spandauer Altstadt och tunnelbanestationen Rathaus Spandau.

## Galleri

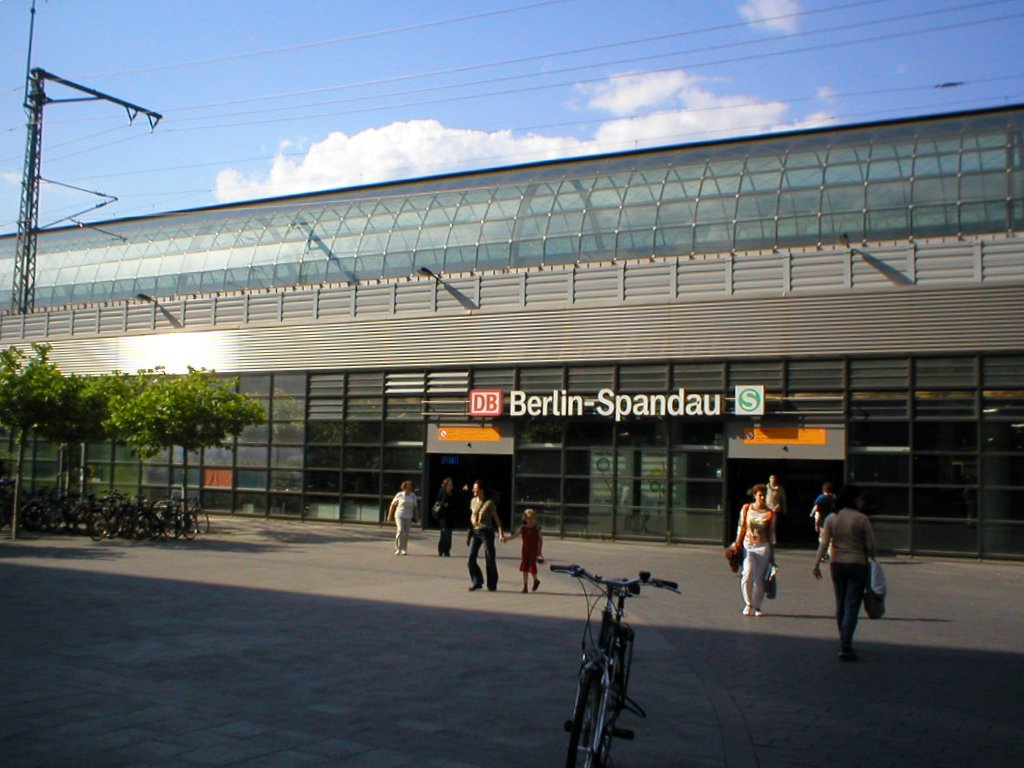
Södra ingången
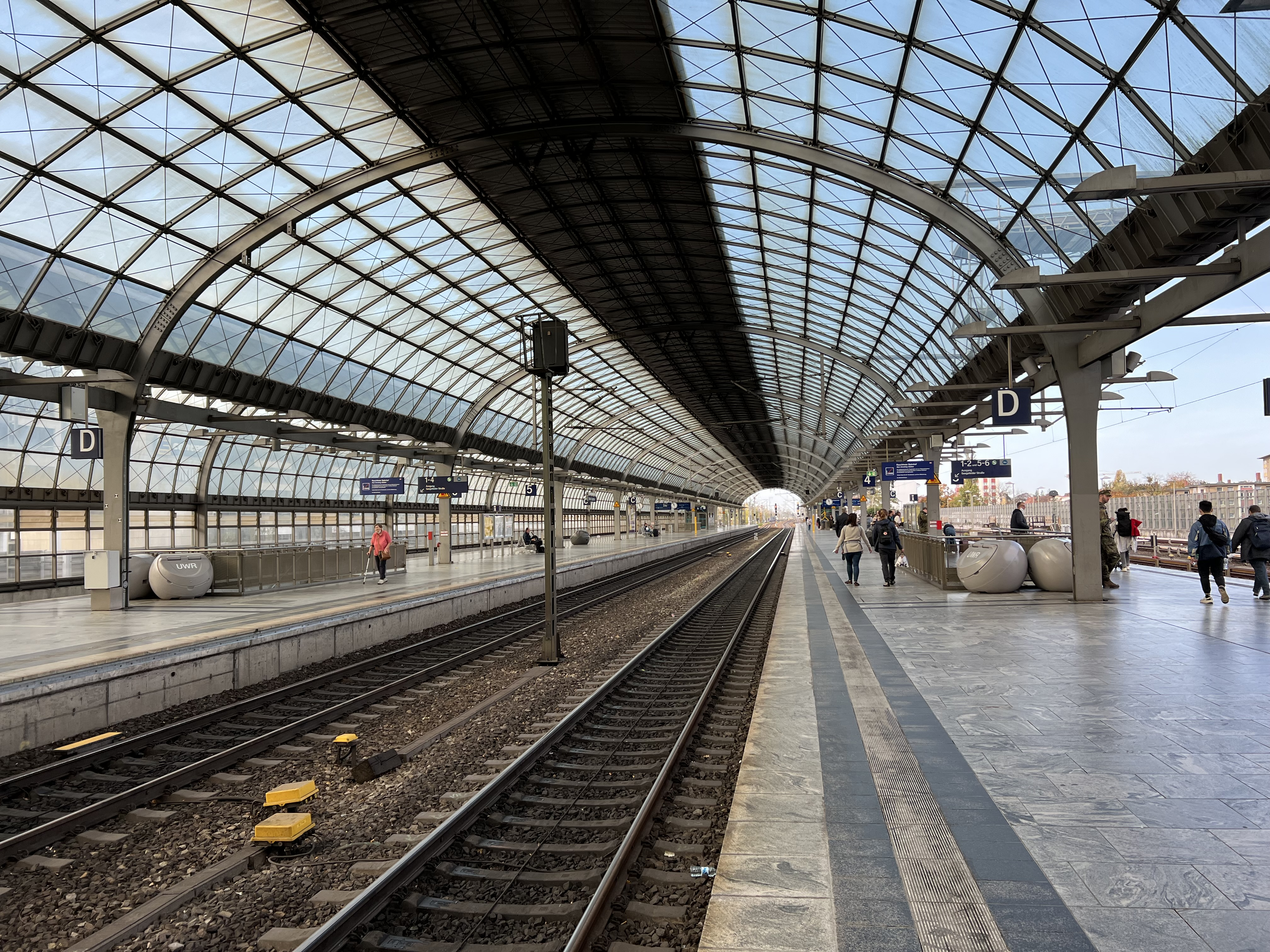
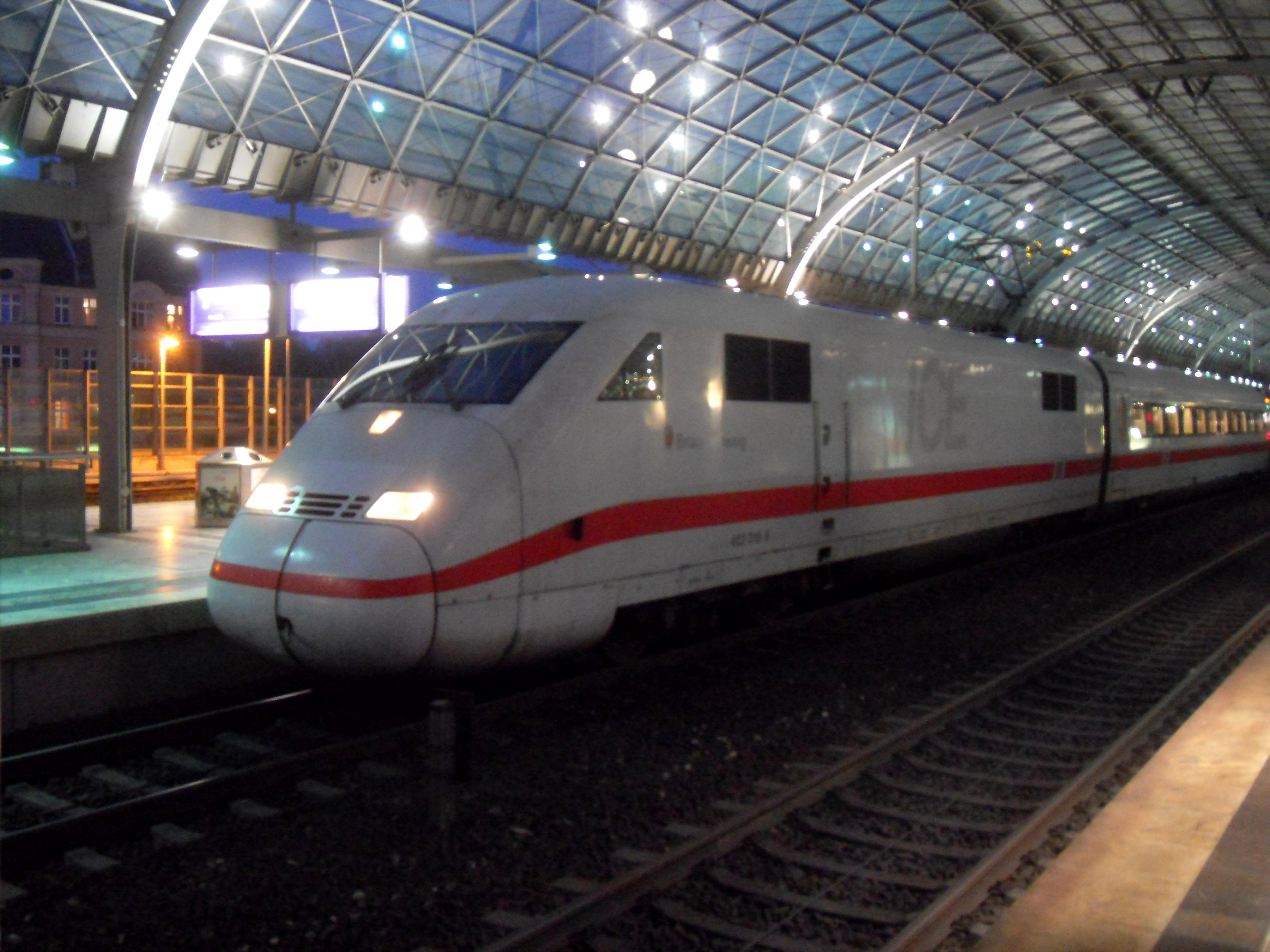
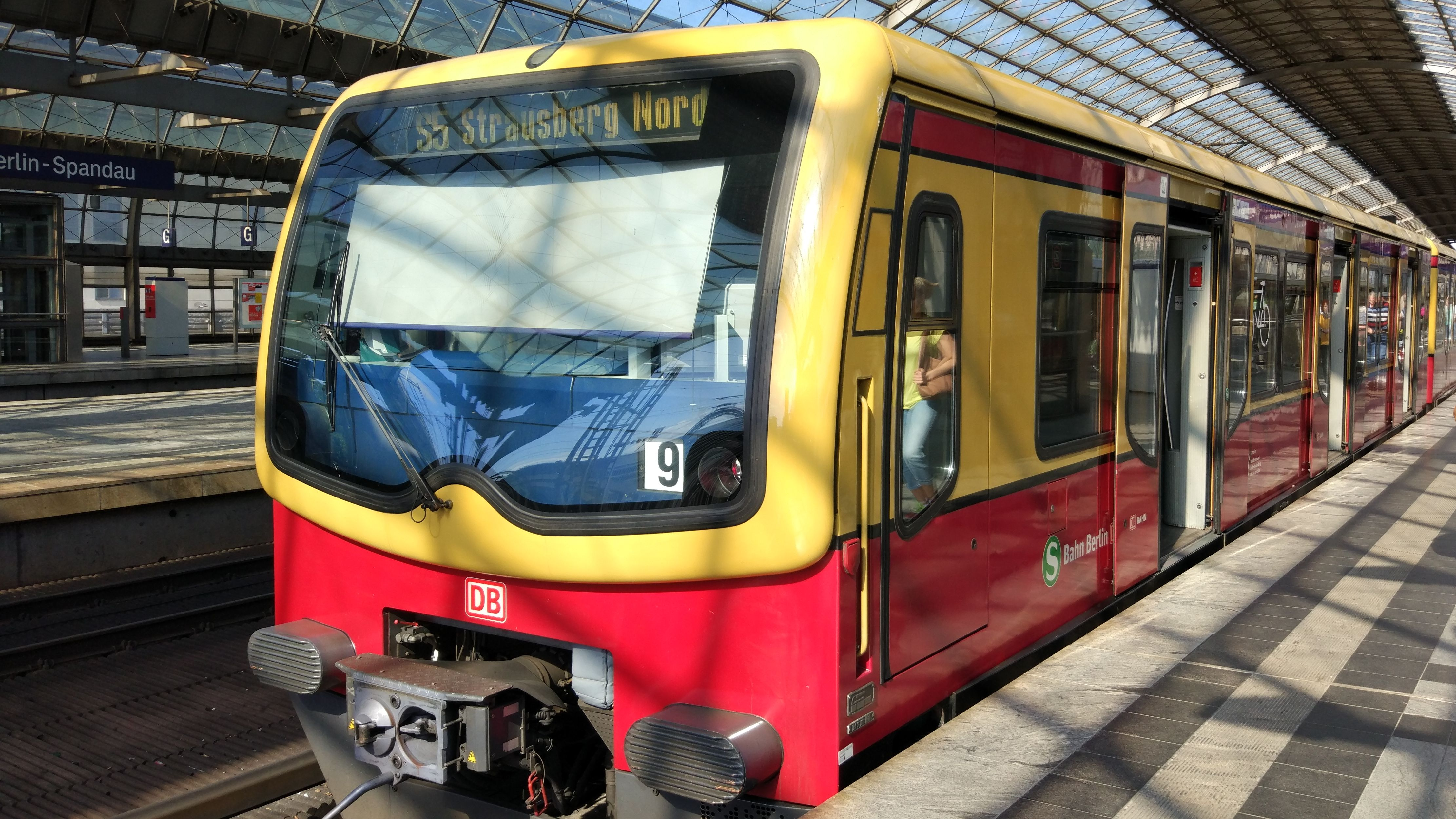
S-Bahn